# Brilon

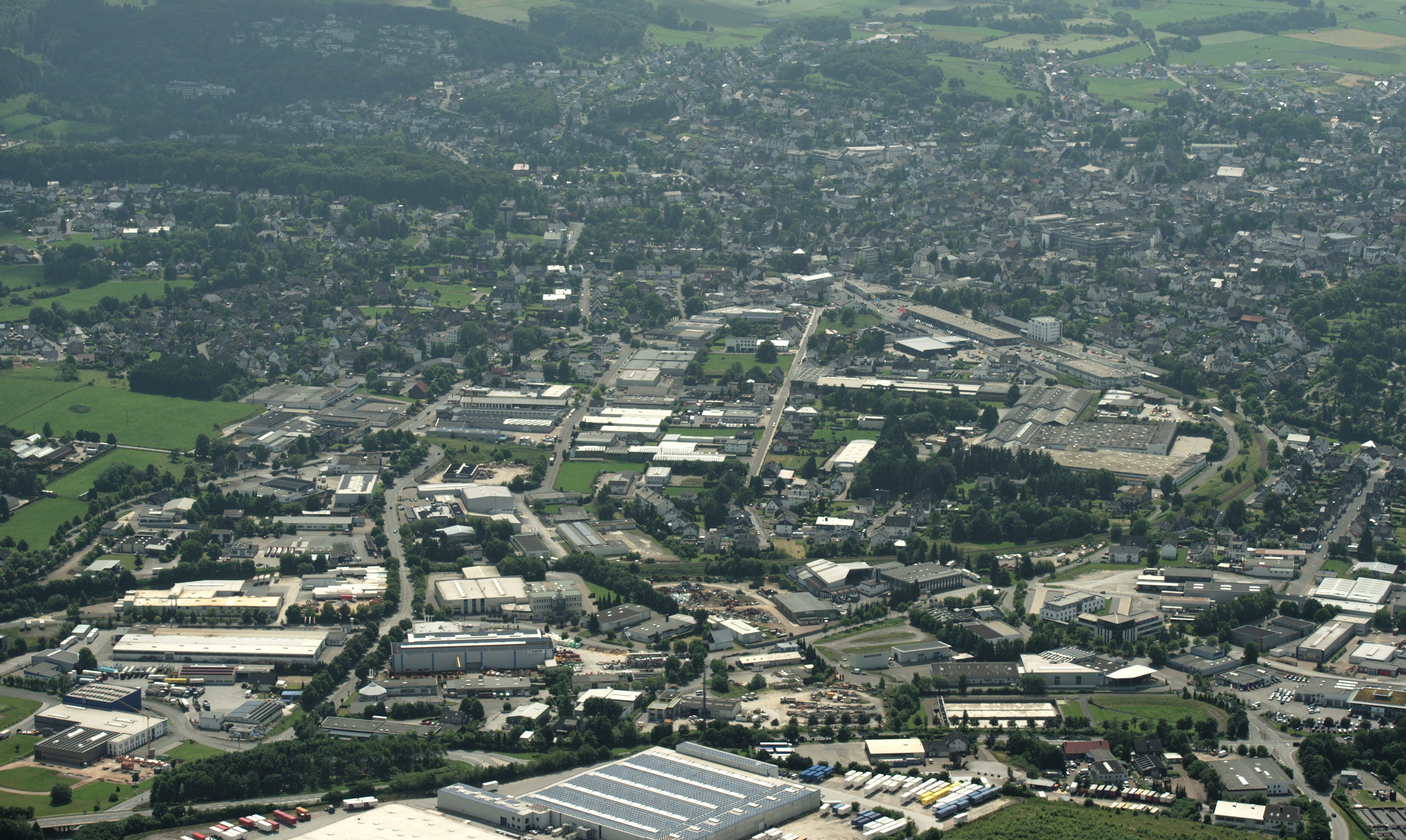
Brilon

Brilon – miasto w zachodnich Niemczech, w kraju związkowym Nadrenia Północna-Westfalia, w rejencji Arnsberg, w powiecie Hochsauerland. Według danych na rok 2010 liczy 26 335 mieszkańców.

## Współpraca
Miejscowości partnerskie:
- Buckow (Märkische Schweiz), Brandenburgia
- Hesdin, Francja
- Heusden-Zolder, Belgia
- Thurso, Szkocja